# Promise This
Singles de Cheryl Cole
"Parachute"
(2010) "The Flood"
(2011)
Promise This est une chanson de l'artiste britannique Cheryl Cole extrait de son second album studio Messy Little Raindrops Il est sorti au Royaume-Uni et en Irlande, le 24 octobre 2010 par Fascination Records.La chanson a été écrite par la chanteuse américaine Priscilla Renea, le producteur de musique britannique Wayne Wilkins, et Christopher Jackson et produit par Wilkins.Les paroles de "Promise This" font référence à la vie personnelle de Cheryl Cole.